# 遠州新村駅
遠州新村駅（えんしゅうしんむらえき）は、静岡県浜松市中央区大瀬町にあった遠州鉄道鉄道線の駅である。
1972年に、旧さぎの宮駅との統合で廃駅となった。

## 歴史
- 1909年（明治42年）12月6日：大日本軌道浜松支社の鹿島線の駅として開業[3]。
- 1919年（大正8年）10月12日：鹿島線が遠州軌道に譲渡され[4]、遠州軌道の駅となる。
- 1921年（大正10年）8月23日：遠州軌道が遠州電気鉄道に社名変更する[5]。
- 1943年（昭和18年）11月1日：遠州電気鉄道など6社の合併で遠州鉄道が発足。同社の二俣線の駅となる。
- 1953年（昭和28年）1月8日：急行が運転開始され[3]、一部列車の停車駅となる。
- 1967年（昭和42年）5月6日：この日付けで駅が無人化され、新しく待合室が作られる[6]。
- 1972年（昭和47年）10月1日：
  - 急行が運行終了[7]。
  - さぎの宮駅と統合され、営業終了。

## 駅構造
1909年の開業当初は、島式のホームや待避側線、信号設備を持つ交換可能駅で実際に交換が行われていたが、1972年の廃止時には、1面1線の構内に待合室があるだけの、簡素な作りの駅となっていた。

## 駅周辺
いずれも現在の駅跡地の周辺の施設。
- 国道152号（秋葉街道）
- くら寿司 浜松有玉店
- 火の蔵 浜松有玉店
- 静岡トヨタ自動車 有玉店
- Honda Cars 浜松有玉店
- 太陽さぎのみや保育園
- うぶごえ長瀬助産院

## その他
インターネット掲示板「2ちゃんねる」のスレッドに投稿されたものが話題になり、映画化もされた都市伝説「きさらぎ駅」は、当駅と統合後のさぎの宮駅がモチーフであるとする説が有力である。

## 隣の駅
遠州鉄道
西鹿島線
急行（現在は廃止）
自動車学校前駅 - （さぎの宮駅）- 遠州新村駅 - （積志駅） - 遠州西ヶ崎駅
普通
さぎの宮駅 - 遠州新村駅 - 積志駅